# 1835
Het jaar 1835 is het 35e jaar in de 19e eeuw volgens de christelijke jaartelling.

## Gebeurtenissen
januari
- 8 - De overheidsschuld van de Verenigde Staten bedraagt 0 dollar
- 30 - Poging tot moord op President van de Verenigde Staten Andrew Jackson. Het is de eerste moordaanslag op een president van de VS.

mei
- 5 - Eerste Belgische treinrit. Deze vond plaats tussen Brussel en Mechelen. Dit was tevens de eerste rit op het vasteland van Europa.

juli
- 28 - Bij een aanslag op de Franse koning Louis-Philippe komen zijn premier Édouard Mortier en elf anderen om het leven.

augustus
- 30 - Stichting van de stad Melbourne in de nieuwe Australische kolonie Victoria.

september
- 20 - De Braziliaanse provincie Rio Grande do Sul komt in opstand vanwege, onder andere, verhoogde belastingen op rundvlees. De in deze provincie geproduceerde charqui, een soort gedroogd vlees, kan daardoor niet concurreren met het rundvlees uit Uruguay en Argentinië. Zie Lompenoorlog.
- 27 - De S.A. des Charbonnages et Hauts-Fourneaux d'Ougrée wordt opgericht om de plaatselijke verwerking van de steenkool uit de mijnen mogelijk te maken. Er moeten een cokesfabriek, een hoogovenbedrijf voor de productie van gietijzer, en een fabriek voor enkele eindproducten komen.

oktober
- 20 - De vrouw van Haraldskær, een veenlijk uit de pre-Romeinse ijzertijd, wordt aangetroffen in het moeras nabij het landgoed Haraldskær in Denemarken.

november
- 3 - Amerikaanse kolonisten in de Mexicaanse provincie Texas richten een eigen regering op in San Felipe. Ze vormen een legertje onder het bevel van Sam Houston.
- 3 - Sibrand Stratingh rijdt in zijn zelfgebouwde stoomrijtuig van de stad Groningen naar De Punt.
- 24 - De dominee van Almkerk George Gezelle Meerburg wordt uit zijn ambt gezet omdat hij weigert de gezangen uit de goedgekeurde bundel te laten zingen.
- 27 - Twee mannen, John Smith en John Pratt werden in Newgate Prison in Londen opgehangen na een veroordeling wegens sodomie. Zij waren de laatste dodelijke slachtoffers van de homovervolging in Engeland.[1]

december
- 7 - De eerste trein in Duitsland rijdt tussen Neurenberg en Fürth in Beieren, een traject van zes kilometer.
- 16 en 17 - Grote brand van New York. De meeste gebouwen aan de zuidkant van Manhattan worden vernietigd. De New York Stock Exchange en een groot aantal gebouwen rond Wall Street gaan verloren. Veel New Yorkers leggen een verband met de recente verschijning van de komeet Halley.
- 28 - Drie dagen voor het verstrijken van een ultimatum om Florida te verlaten, omsingelen de Seminoles een Amerikaans regiment. Begin van een nieuwe Seminolenoorlog.
- 29 - Verdrag van New Echota tussen de Verenigde Staten en een minderheid van de Cherokee-indianen, die in ruil voor geld zullen vertrekken naar Oklahoma.
- december - De texaanse opstandelingen verdrijven de Mexicaanse troepen uit San Antonio.

zonder datum
- Uitvinding en ontwikkeling van het Morse door Samuel Morse.
- Charles Darwin neemt tijdens zijn reis met de Beagle de schildpad Harriet mee naar Engeland.
- Gaspard-Gustave Coriolis beschrijft voor het eerst het corioliseffect.
- De Porte maakt gebruik van interne Libische twisten door het land onder direct Osmaans bestuur te plaatsen.
- Uitvinding van het relais door de Amerikaan Joseph Henry.
- Het Koninklijk Instituut Woluwe start in de Violettestraat te Brussel.

## Muziek
- 26 september - Première van Lucia di Lammermoor, opera van Donizetti.
- De tekst van Amazing Grace wordt door William Walker in zijn liedboek Southern Harmony gekoppeld aan de traditionele tune "New Britain". In deze vorm zal het lied wereldberoemd worden.

## Beeldende kunst

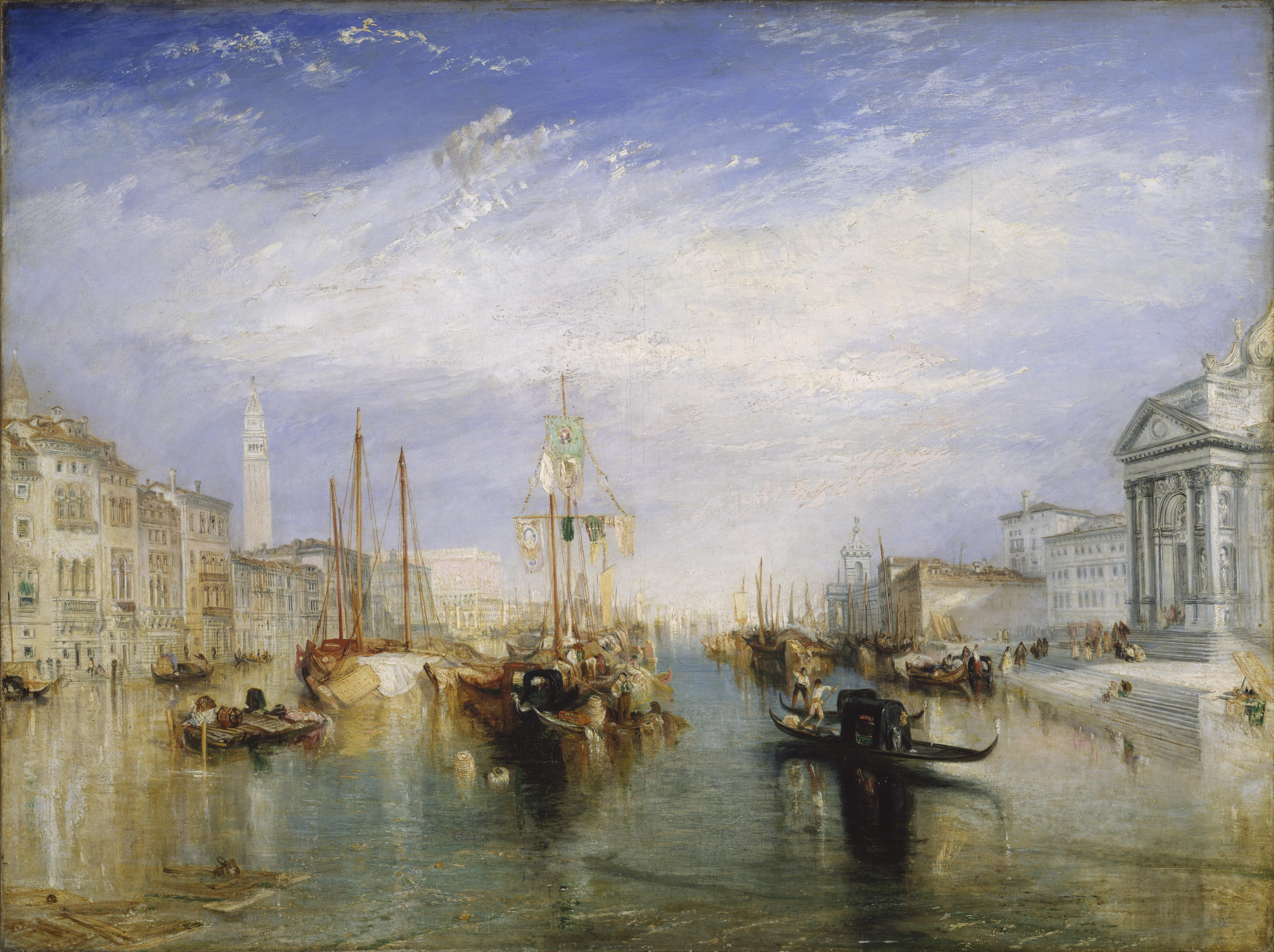
Venetië (1835) William Turner, Metropolitan

## Bouwkunst

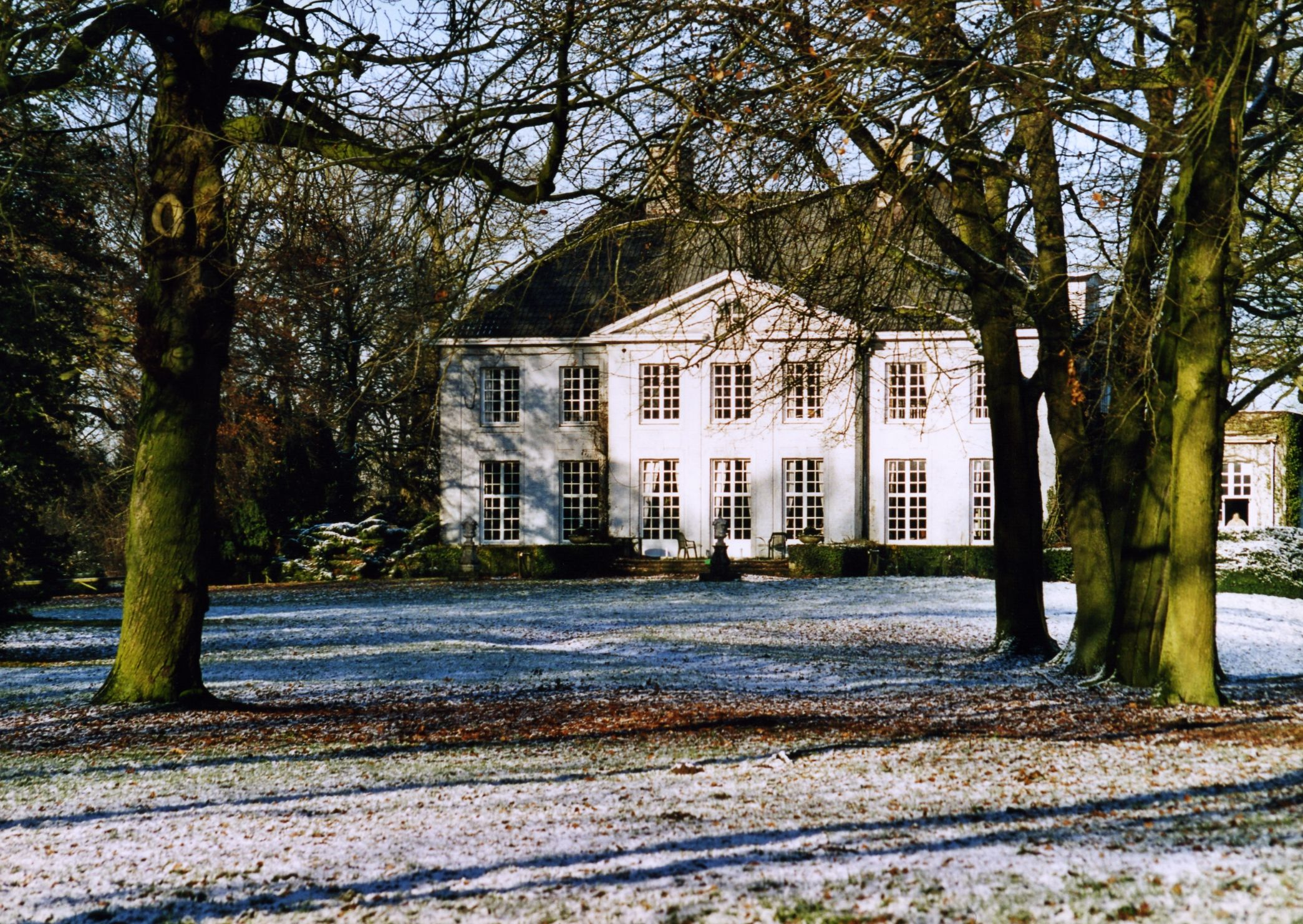
Soesterbeek, Nuenen (1835) F.A. Eschauzier

## Geboren
januari
- 2 - Carl Friedrich Wilhelm Claus, Duits zoöloog (overleden 1899)
- 6 - César Cui, Russisch componist en muziekcriticus (overleden 1918)
- 31 - Gustave Rolin-Jaequemyns, Belgisch jurist, politicus en diplomaat (overleden 1902)

februari
- 13 - Mirza Ghulam Ahmad, Indiaas mysticus, stichter van de Ahmadiyya Moslim Gemeenschap (overleden 1908)
- 14 - Piet Paaltjens, Nederlands dichter en predikant (overleden 1894)

maart
- 11 - Jan Kock, Zuid-Afrikaans generaal in de Tweede Boerenoorlog (overleden 1899)

april
- 9 - Leopold II, koning der Belgen (overleden 1909)

mei
- 27 - Henrique Pereira de Lucena, Braziliaans politicus (overleden 1913)
- 27 - Emily Faithfull, Engels vrouwenrechtenactivist en uitgever (overleden 1895)
- 30 - Alfred Austin, Engels dichter (overleden 1913)

juni
- 2 - Pius X, heilig verklaarde paus (overleden 1914)
- 18 - Julius van de Sande Bakhuyzen, Nederlands kunstschilder en etser (overleden 1925)

juli
- 7 - Ernest Giles, Australisch ontdekkingsreiziger (overleden in 1897)
- 10 - Ferdinand IV van Toscane (overleden 1908)
- 27 - Giosuè Carducci, Italiaans dichter en Nobelprijswinnaar (overleden 1907)

augustus
- 14 - Jacinto Zamora, Filipijns priester en martelaar (overleden 1872)

september
- 24 - M.C. Davies, West-Australisch houtproducent en -handelaar (overleden 1913)

oktober
- 2 - Louis-Antoine Ranvier, Frans patholoog (overleden 1922)
- 9 - Camille Saint-Saëns, Frans componist (overleden 1921)
- 23 - Adlai Stevenson I, Amerikaans politicus (overleden 1914)

november
- 4 - Lorenzo María Guerrero, Filipijns kunstschilder en -docent (overleden 1904)
- 20 - Ericus Gerhardus Verkade, Nederlands ondernemer (overleden 1907)
- 25 - Andrew Carnegie, Amerikaans industrieel en filantroop (overleden 1919)
- 30 - Mark Twain, Amerikaans schrijver (overleden 1910)

## Overleden
april
- 1 - Bartolomeo Pinelli (63), Italiaans kunstenaar
- 8 - Wilhelm von Humboldt (67), Duits linguïst en filosoof

mei
- 16 - Felicia Hemans (41), Brits dichteres

juni
- 8 - Gian Domenico Romagnosi (73), Italiaans filosoof, econoom en jurist
- 25 - Antoine-Jean Gros (64), Frans kunstschilder

juli
- 26 - Caspar Reuvens (42), Nederlands eerste hoogleraar in de archeologie en eerste directeur van het Rijksmuseum van Oudheden in Leiden

september
- 23 - Vincenzo Bellini (33), Italiaans componist

oktober
- 19 - Hendrik Doeff (58), directeur van de Nederlandse kolonie in Dejima

november
- 8 - Alexander Collie, Schots ontdekkingsreiziger en koloniaal chirurg in West-Australië

## Weerextremen in België
- 30 mei: laagste etmaalgemiddelde temperatuur ooit op deze dag: 8,1 °C.
- 30 juni: laagste minimumtemperatuur ooit op deze dag: 5,7 °C.
- 10 juli: laagste minimumtemperatuur ooit op deze dag: 7,4 °C.
- zomer: Deze zomer telt het minst aantal regendagen ooit: 18 (normaal 46,4).
- 18 oktober: laagste etmaalgemiddelde temperatuur ooit op deze dag: 3,9 °C en laagste minimumtemperatuur: 0,1 °C.
- 13 november: laagste minimumtemperatuur ooit op deze dag: −3,6 °C.
- 14 november: laagste minimumtemperatuur ooit op deze dag: −4,4 °C.

Bron: KMI Gegevens Ukkel 1901-2003  met aanvullingen 